# Čikamacu Monzaemon

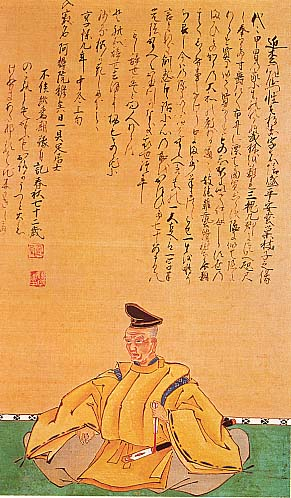
Čikamacu Monzaemon, autoportrét

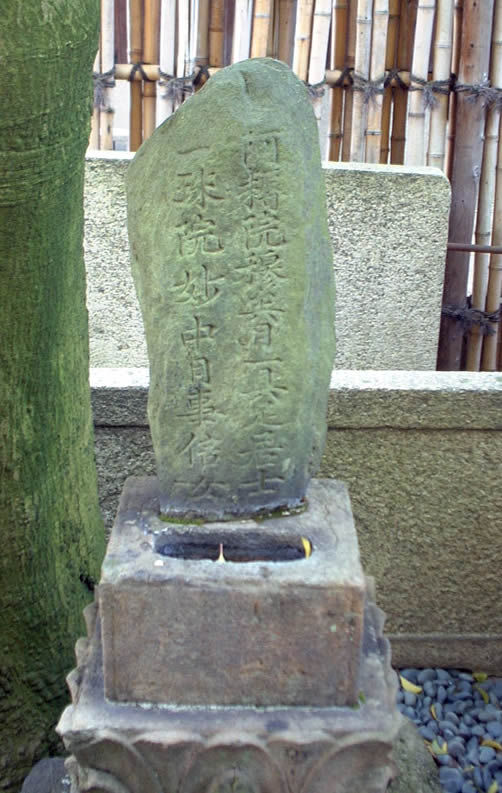
Čikamacův hrob v klášteře Kousai

Čikamacu Monzaemon (近松門左衛門, vlastním jménem Sugimori Nubimori 杉森信盛, 1653, nejspíše provincie Ečizen - 6. ledna 1725, Ósaka) byl japonský dramatik, autor her pro loutkové divadlo džóruri i pro divadlo herců kabuki. Společně se Zeamim je považován za největšího japonského dramatika všech dob.

## Život a dílo
Čikamacu pocházel ze vzdělané samurajské rodiny. Jako dospívající mladík se stal pážetem ve službách šlechtické rodiny, kde se mu dostalo vzdělání. Nějakou dobu také studoval čínskou a buddhistickou literaturu v buddhistickém klášteře Čikamacu v provincii Ómi, podle kterého si pravděpodobně zvolil svůj pseudonym. Pro kariéru dramatika se rozhodl proto, že vzhledem ke společenskému postavení své rodiny (jeho otec byl samurajem bez pána) nemohl pomýšlet na politickou nebo úřednickou kariéru. Od roku 1684 žil v Kjótu, kde se začal věnovat psaní divadelních her především pro divadlo herců kabuki (celkem napsal pro toto divadlo asi 30 her). Jeho vrcholné tvůrčí období se datuje od roku 1705, kdy se přestěhoval do Ósaky. Zde se stal hlavním dramatikem divadla Takemotoza. a psal výhradně hry pro loutkové divadlo džóruri, pro které celkem napsal asi 100 her.
Čikamacu formálně i stylově zdokonalil oba hlavní divadelní žánry své doby - historická dramata a měšťanské hry ze současnosti. Při tvorbě historických her se inspiroval mytologií i skutečnými historickými událostmi a kladl v nich důraz na samurajský kodex rytířskosti. Rozmanitost témat těchto her svědčí o jeho hlubokém literárním i náboženském vzdělání. V měšťanských hrách se zabýval aktuálními společenskými problémy, dobovými skandály a údělem nešťastných mileneckých dvojic, které hledaly východisko ze své bezvýchodné situace zaviněné rozporem mezi morální povinností a láskou ve společné sebevraždě. K velké oblibě jeho her přispíval i živý jazyk plný slovních hříček založený na hovorové mluvě, kterým přibližoval své postavy divákům.

## Nejznámější autorovy divadelní hry
- Šusse Kagekijo (1686, Vítězný Kagekijo), první hra, kterou prokazatelně Čikamacu napsal.[1]
- Sonezaki šindžú (1703, Sebevražda milenců u Sonezaki),
- Meido no hikjaku (1711, Posel do podsvětí),
- Kokusenja kassen (1715, Kokusenjovy bitvy), hra o pololegendárním čínském generálovi, jehož matkou byla Japonka.[1]
- Nebiki no goku (1718, Vykořeněná borovice),
- Jari no Gonza (1719, Kopiník Gonza),
- Hakata kodžóró namimakura (1719, Hrob ve vlnách dívky z Hakaty),
- Šindžú ten no Amidžima (1720, Společná smrt v síti nebes na Amidžimě), nejslavnější autorova měšťanská hra s námětem společné sebevraždy nešťastných milenců.[1]
- Onnagoroši abura no džikoku (1721, Vražda ženy a olejové peklo)
- Ču šin gura (17xx, Vazalská věrnost)

## Česká vydání
Roku 1945 vyšla ve Světovém literární klubu kniha Čikamatsu Monzaemon: Samurajská čest s podtitulem hrdinský román ze starého Japanu, kterou z němčiny přeložila Sína Drahorádová-Lvová.
Čikamatsu Monzaemon zachytil v románu, který byl původně napsán pod japonským názvem Ču-šin-gura (Vazalská věrnost) velmi podrobně na cca 160 stranách známý příběh 47 roninů, který se udál v letech 1701-1703. Monzaemon tento příběh převyprávěl a mírně od skutečností upravil do románové formy nedlouho potom, co se tato událost stala. V Doslovu ke knize jsou zmíněny odlišnosti románu od historické skutečnosti. Příběh v knize provází 18 černobílých reprodukcí japonských dřevorytů ze sbírky J. Hlouchy.